# Jacques Arpin
Pour les articles homonymes, voir Arpin.
Jacques Arpin, né le 30 novembre 1762 à Montvalezan-sur-Séez (Savoie) et mort le 27 octobre 1832 à Roupy (Aisne), est un homme politique français.

## Biographie
Manufacturier à Saint-Quentin, il est député de l'Aisne en 1815, pendant les Cent-Jours.

## Épitaphe
Jacques Arpin fut enterré au vieux cimetière de Roupy. Son tombeau de marbre blanc est l'un des rares monuments funéraires de ce cimetière conservés jusqu'à aujourd'hui. On peut y lire l'épitaphe suivante :
Né à Montvalezan-sur-Séez en Savoie le 22 novembre 1762.
Décédé à Roupy le 27 octobre 1832.
Génie supérieur, homme intègre, négociant éclairé, il fut maire de la ville de Saint-Quentin, plusieurs fois président du tribunal de commerce et membre de la Chambre des députés.
Manufacturier habile et philanthrope, il fonda en 1802 à Roupy l'un des premiers et des plus importants établissements de France pour la filature et le tissage de coton. Le jury de l'exposition de 1806 lui décerna une médaille d'or et, en 1819, il fut décoré de l'ordre de la Légion d'honneur.

## Sources
- « Jacques Arpin », dans Adolphe Robert et Gaston Cougny, Dictionnaire des parlementaires français, Edgar Bourloton, 1889-1891 [détail de l’édition]